# أغنية مقلدة

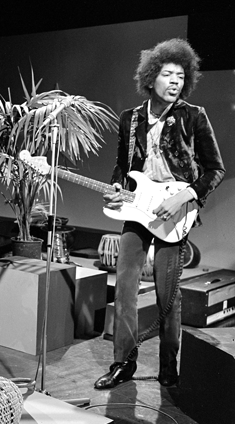

نسخة الغلاف —وسميت cover version بالإنجليزية وتلفظ ‎[kʌvə(r) vɜ:(r)ʒən]‏— تسجيل يؤدي فيه فنان ما أغنية لفنان آخر. مثل أغنية يسترداي للبيتلز بثلاث آلاف نسخة غلاف، وأغنية Sweet Dreams لفرقة يورتميكس الذي أدى مَرلِن منسن نسخة غلاف لها.